# Rottach-Egern
Rottach-Egern là một đô thị nằm bên hồ Tegernsee thuộc huyện Miesbach của bang Bayern, nước Đức. Đô thị này có diện tích 59,1 km2, dân số thời điểm ngày 31 tháng 12 năm 2006 là 5381 người. Nó là một trong những xã giàu nhất nước Đức.